# فيلاميروليو
فيلاميروليو (بالإيطالية: Villamiroglio)‏ هي بلدية في مقاطعة ألساندريا في إقليم بييمونتي في إيطاليا.

## السكان
في سنة 1861 بلغ عدد السكان 1٬507 نسمة، وتطور العدد ليصل في سنة 2011 لـ 332 نسمة.
يظهر هذا المخطط البياني تطور النمو السكاني لـ فيلاميروليو